# Hermann Frahm
Hermann Frahm (* 8. Dezember 1867 in Büdelsdorf; † 28. Dezember 1939 in Hamburg oder Remscheid) war ein deutscher Maschinen- und Schiffbauer.

## Leben und Wirken
Hermann Frahm war ein Sohn von Hans Frahm (1822–1886) und dessen Ehefrau Auguste Wiebke Margarethe, geborene Voß (1833–1877). Der Vater arbeitete als Zimmermeister auf der Vorwerk in Büdelsdorf sowie als Schiffbaumeister in Fockbek. Sein Onkel Ernst Voß gründete die Werft Blohm + Voss mit.
Frahm besuchte ein Realgymnasium in Rendsburg und absolvierte danach eine dreijährige Ausbildung zum Feinmechaniker bei Dennert und Pape in Altona und Maschinenbauer bei Blohm + Voss. Von 1887 bis 1890 belegte er ein Studium des Maschinen- und Schiffbaus an der TH Hannover bei Geheimrat Prof. Dr. Ing. W. Rhien. Danach arbeitete er ein halbes Jahr als Ingenieur bei Blohm + Voss und anschließend als Konstrukteur bei Haniel und Lueg in Düsseldorf.
1892 übernahm Frahm von der Stadt Köln die Leitung des Maschinenbaus des Kölner Hafens. 1898 ging er zurück nach Hamburg und arbeitete erneut bei Blohm + Voss. Er leitete auf der Werft die Abteilung für das wissenschaftliche Versuchswesen. Er beschäftigte sich hier insbesondere mit Forschungen zu Schwingungen an Maschinen und Wellenleitungen. Dabei erfand er mehrere Messgeräte, darunter einen Frequenzmesser oder das Vibrationstachometer.
1904 wurde Frahm bei Blohm + Voss zum Technischen Direktor ernannt. Zu Beginn des 20. Jahrhunderts erfand er den Schlingertank, der seine wichtigste Erfindung wurde. Er schaffte damit die Basis für viele Optimierungen im Schiffbau. Eine andere bedeutende Erfindung stellte der Optische Torsionsindikator dar, der es möglich machte, Verdrehungsschwingungen in Wellenleitungen zu ermitteln. 1936 ging er in den Ruhestand.

## Ehrungen
- Die Technischen Hochschulen aus Hannover und Berlin ernannten Frahm 1922 zum Dr. Ing. e. h.
- Die Schiffbautechnische Gesellschaft verlieh ihm 1924 die Goldene Denkmünze.
- Der Verein Deutscher Ingenieure, dessen Mitglied er war,[3] zeichnete ihn aufgrund seiner Verdienste um die Entwicklung der Schwingungsforschung mit der Grashof-Denkmünze aus.
- Aufgrund seiner organisatorischen Erfolge auf der Werft bekam er während des Ersten Weltkriegs das Eiserne Kreuz II. Klasse.